# 암피코엘리아스

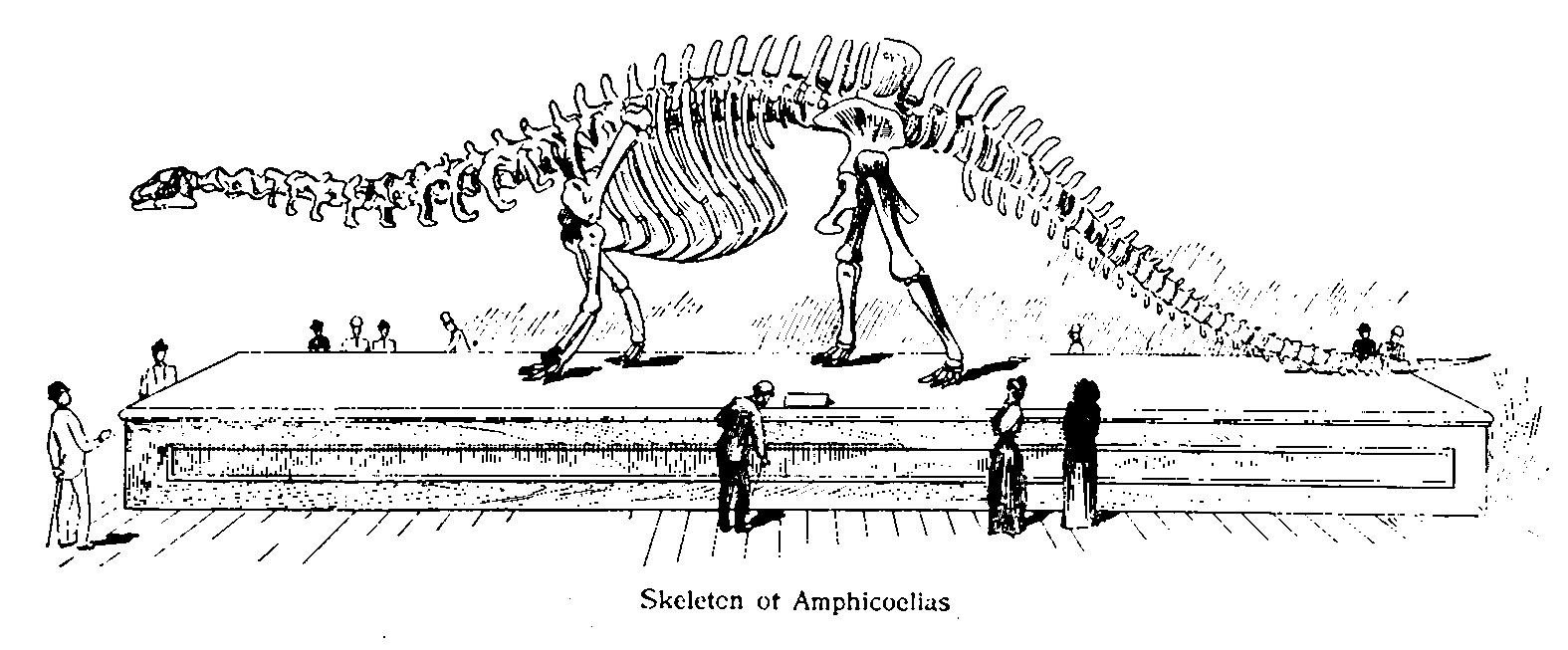

암피코엘리아스는 중생대 쥐라기 후기에 살았던 용각류이다. 에드워드 드린커 코프가 1877년에 높이 1.5미터의 등뼈가 발견된 이후로 화석이 발견되지 않았다. 모식종의 몸길이는 18m에 몸무게는 15t 정도로 추정되고 있다.최대크기는 35m,70t에 달한다.
1. ↑  Paul, Gregory S. (2016). 《The Princeton Field Guide to Dinosaurs》. Princeton University Press. 212쪽. ISBN 978-1-78684-190-2. OCLC 985402380.